# Александријска школа
Александријска школа је појам који се односи на античку грчку књижевну и научну дјелатност посљедња три вијека старе ере, чије је средиште била Александрија у Египту са својом чувеном библиотеком и Музејем (врста краљевског ученог друштва). Научници као што су Еуклид, Архимед, филозоф Плотин, Птоломеј и Ератостен, географи, студирали су у Музеју, великом истраживачком институту који су почетком 3. вијека прије н. е. основали Птоломеји, а који је укључивао и чувену градску, Александријску библиотеку. У овој највећој античкој библиотеци налазили су се бројни научни, филозофски и пјеснички текстови, већина на грчком; њена сестринска библиотека је основана у Сераписовом храму око 235. п. н. е. Алескандријска библиотека је уништена у грађанском рату који се догодио за вријеме римског цара Аурелијана крајем 3. вијека н. е.
Поред Алексадрије, која се нарочито истиче пјесништвом, филологијом и природним наукама, у доба хеленизма културни центри налазе се још у Атини (филозофија), Пергаму (пергамска школа), на Роду, расаднику азијанизма и, у Риму. Александријска поезија достиже свој врхунац око 280–240. године прије н. е., а њени главни представници се окупљају у „пјесничке кружоке” и изван Алескандрије, на оствру Самосу, Косу и другдје. Тако је појам „александријски” сасвим условног карактера и прије га треба схватити као стилску ознаку књижевних принципа александријске школе, које је у првом реду формулисао и примјењивао пјесник Калимах који је био против традиционалних великих епских форми, великих тема карактеристичних за хомерски еп и класичну драму. Калимахова поезија је учено пјесништво (поета доктус), виртуозно у формалном погледу, писано за малобројну, веома образовану публику префињеног укуса. 
Језик поменутих пјесама је извјештачен, тежак и нејасан, пун неологизама, цитата и алузија на мало познате митолошке и књижевне детаље (нпр. из хомерских химни, кикличких пјесама и других). Главни облици ове књижевне школе су елегија, епиграм, епилион, затим идила. Иако превлађују мањи књижевни облици, постоје и пјесме већег обима: еп о Аргонаутима Аполонија Рођанина, Ријанова Месенска историја, дидактички еп Арата (Небеске појаве), Ератостенови астрономски радови, Херодини мимијамби и Ликофронова Александра. 
Алексанријска филологија је цвјетала у 3 и 2. вијеку прије н. е. У Александријској библиотеци се почела сакупљати, обрађивати, критички издавати и коментарисати сва огромна књижевна и научна баштина старих Грка. Развија се књижевна критика и историја књижевности, лексикографија и граматика (аналогија као пресудни принцип у развоју језика, за разлику од пергамске филологије која је бранила језичку аномалију, тј. неправилности и промјене). Састављани су каталози алаександријске библиотеке, тзв. пинаке. Ниво те огромне филолошке библиотекарске и архивистичке дјелатности у антици се више није поновио, иако је Рим био под утицајем александријске школе. Модерна поезија и књижевна критика много дугују александријским поетским приниципима. 